# (100337) 1995 SY36
(100337) 1995 SY36 es un asteroide perteneciente al cinturón de asteroides, descubierto el 24 de septiembre de 1995 por el equipo del Spacewatch desde el Observatorio Nacional de Kitt Peak, Arizona, Estados Unidos.

## Designación y nombre
Designado provisionalmente como 1995 SY36.

## Características orbitales
1995 SY36 está situado a una distancia media del Sol de 3,073 ua, pudiendo alejarse hasta 3,412 ua y acercarse hasta 2,734 ua. Su excentricidad es 0,110 y la inclinación orbital 9,912 grados. Emplea 1967 días en completar una órbita alrededor del Sol.

## Características físicas
La magnitud absoluta de 1995 SY36 es 14,8. Tiene 3,853 km de diámetro y su albedo se estima en 0,172.